# Chains
Chains (englisch Ketten) ist ein Lied von The Cookies, das 1962 als Single A-Seite veröffentlicht wurde. Komponiert wurde es von Gerry Goffin und Carole King.
In 1963 wurde Chains von der britischen Band The Beatles auf ihrem Studioalbum Please Please Me veröffentlicht.

## Hintergrund

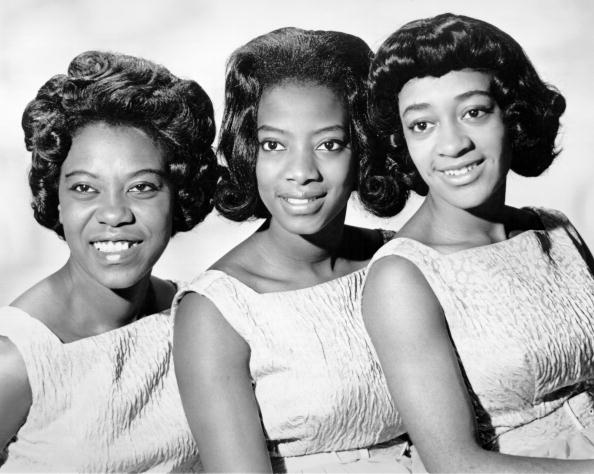
The Cookies, 1962

The Cookies veröffentlichte im September 1962 die Single A-Seite Chains auf Dimension Records, die Platz 17 der US-amerikanischen Charts erreichte. Die B-Seite ist Stranger in My Arms.
The Cookies waren ein weibliches Gesangstrio, das aus den Mitgliedern Dorothy Jones, Margaret Ross und Earl-Jean McCree bestand. Als Goffin und King mit den Cookies Chains probten, glaubte Gerry Goffin, dass noch eine Hintergrundstimme fehlte, so bat er Little Eva, die bei der Familie Goffin/King auch Babysitterin war, als weitere Hintergrundsängerin zu fungieren.
Chains gehörte 1962 nach der Veröffentlichung der Single von The Cookies kurze Zeit zum Liverepertoire der Beatles.
Während der Studioaufnahmen zum Album Please Please Me nahmen die Beatles sechs Fremdkompositionen für das Album auf, da sie nicht genügend geeignete Eigenkompositionen hatten, eines davon war Chains.

## Aufnahme der Beatles
Zehn der 14 Lieder des ersten Beatlesalbums Please Please Me nahm die Band am 11. Februar 1963 in den Londoner Abbey Road Studios auf – darunter Chains. Produzent war George Martin, assistiert vom Toningenieur Norman Smith. Die Band nahm insgesamt vier Takes zwischen 21 und 21:30 Uhr auf. Den 25. Februar 1963 verbrachte George Martin damit, ohne die Beatles, die Aufnahmen in Mono und Stereo abzumischen.
Besetzung
- John Lennon: Rhythmusgitarre, Mundharmonika, Hintergrundgesang
- Paul McCartney: Bass, Hintergrundgesang
- George Harrison: Leadgitarre, Gesang
- Ringo Starr: Schlagzeug

## Veröffentlichungen
- Im November 1962 wurde die Single Chains / Stranger in my Arms von The Cookies veröffentlicht.[1]
- 1991 wurde Chains erstmals auf einem Kompilationsalbum von The Cookies mit dem Titel Don`t Say Nothin` Bad about the Cookies veröffentlicht.[2]
- Am 22. März 1963 erschien Chains in Großbritannien auf dem ersten Beatles-Album Please Please Me.
- Am 1. November 1963 erschien Chains auf der EP The Beatles (No. 1) in Großbritannien und erreichte Platz 24 der Charts.
- In den USA wurde Chains erstmals auf dem dortigen Debütalbum Introducing… The Beatles am 10. Januar 1964 veröffentlicht.
- In Costa Rica erschien 1964 die Single Anna (Go to Him) / Chains[3]
- Für BBC Radio nahmen die Beatles unter Live-Bedingungen vier weitere Fassungen von Chains auf, von denen die Aufnahme vom 17. Juni 1963, im Studio Five, BBC Maida Vale, London auf dem Album On Air – Live at the BBC Volume 2 am 8. November 2013 erschien.[4]
- Am 17. Dezember 2013 wurde das Download-Album The Beatles Bootleg Recordings 1963 veröffentlicht, auf dem sich zwei weitere BBC-Liveversion von Chains befinden. Die erste wurde am 3. September 1963 im Studio Two, Aeolian Hall, London, die zweite am 1. April 1963 im BBC Picadelly Theatre, London aufgenommen.

## Weitere Coverversionen
- Everly Brothers – Nice Guys[5]
- Carole King – Pearls of Goffin and King[6]
- Ian Gillan & The Javelins –  Ian Gillan & The Javelins[7]